# Mangifera acutigemma
Mangifera acutigemma este o specie de plante din familia Anacardiaceae, nativă Indiei.